# Hyperbola (literatura)
V literatuře a rétorice se jako hyperbola, nadsázka či zveličení označuje záměrné přehánění skutečnosti s cílem zdůraznit subjektivní závažnost.
Je druhem tropu, tedy přenášení významu původního pojmenování na jiný předmět.

## Příklad
- „Sto roků v šachtě žil… “ – z básně Ostrava od Petra Bezruče
- „Říkal jsem ti to snad tisíckrát.“